# National Institutes of Health
I National Institutes of Health (Istituti Nazionali di Sanità, abbreviati in NIH) sono un'agenzia del Dipartimento della Salute e dei Servizi Umani degli Stati Uniti.

## Storia
Nati nel 1930, in seguito al Ransdell Act, sulle ceneri del precedente Laboratory of Hygiene, fondato nel 1887, hanno inizialmente assunto la denominazione al singolare (National Institute of Health). Oggi gli Istituti sono uno dei centri più avanzati a livello mondiale ed il punto di riferimento negli Stati Uniti nella ricerca biomedica.
Gli NIH sono infatti la prima agenzia del governo degli Stati Uniti per quanto riguarda la ricerca biomedica. Gli NIH sono infatti responsabili di circa il 28% - circa 26.4 miliardi di dollari - dei fondi totali utilizzati annualmente negli Stati Uniti per la ricerca biomedica (la parte restante proviene quasi interamente dai privati).

## Descrizione
Gli NIH sono divisi in due settori:
- extramurale è responsabile del finanziamento delle ricerche svolte all'esterno degli stessi Istituti
- intramurale svolge invece direttamente ricerca, principalmente presso il campus più grande, posto a Bethesda, nel Maryland.

I fondi degli NIH sono dunque diretti a ricercatori degli stessi Istituti, ma anche ad istituzioni esterne, come università, ospedali ed altri istituti di ricerca statunitensi e stranieri.
Quando si verifica un blocco delle attività amministrative negli Stati Uniti d'America lo NIH continua il trattamento delle persone coinvolte in uno studio clinico, ma non dà inizio a nuovi studi né ammette nuovi pazienti che non sono ancora stati iscritti in uno studio clinico in corso, tranne che per le malattie più critiche, secondo il giudizio del Direttore del NIH.

## Composizione degli NIH
Gli NIH comprendono 27 tra Istituti e Centri separati, oltre all'Office of the Director.

### Istituti
- National Cancer Institute (NCI). Fondato nel 1937, si occupa di ricerca sul cancro.
- National Eye Institute (NEI). Fondato nel 1968, si occupa di ricerca sulle malattie dell'occhio e sui disturbi della vista.
- National Heart, Lung, and Blood Institute (NHLBI). Fondato nel 1948, coordina la ricerca sulle malattie cardiache, del sistema circolatorio e sui disturbi del sonno.
- National Human Genome Research Institute (NHGRI). Fondato nel 1989, ha coordinato la ricerca degli NIH all'interno del Progetto Genoma Umano. La ricerca intramurale del NHGRI lavora ampiamente sulla comprensione, la diagnosi ed il trattamento delle malattie genetiche.
- National Institute on Aging (NIA). Fondato nel 1974, lavora sugli aspetti medici, sociali e comportamentali dell'invecchiamento, nonché sulla prevenzione delle malattie ad esso correlate.
- National Institute on Alcohol Abuse and Alcoholism (NIAAA). Fondato nel 1970, si occupa di prevenzione dell'alcolismo e dei problemi sociali ad esso correlati.
- National Institute of Allergy and Infectious Diseases (NIAID). Fondato nel 1948, il suo fine è quello di comprendere, trattare e prevenire patologie allergiche, infettive e immunologiche. Tra i progetti principali del NIAID figura l'Influenza Genome Sequencing Project (progetto per il sequenziamento del genoma dell'influenza), per comprendere come si sviluppano e diffondono i virus dell'influenza.
- National Institute of Arthritis and Musculoskeletal and Skin Diseases (NIAMS). Fondato nel 1986, si occupa dello studio delle artriti e delle malattie muscoloscheletriche e della cute.
- National Institute of Biomedical Imaging and Bioengineering (NIBIB). Fondato nel 2000, si occupa di ricerca e sviluppo nel campo della bioingegneria e dell'imaging biomedico.
- National Institute of Child Health and Human Development (NICHD). Fondato nel 1962, svolge ricerca sui problemi della fertilità e dell'infanzia.
- National Institute on Deafness and Other Communication Disorders (NIDCD). Fondato nel 1988, si occupa di studi focalizzati sulle disfunzioni dell'udito, del linguaggio, dell'equilibrio, del riconoscimento di odori e sapori.
- National Institute of Dental and Craniofacial Research (NIDCR). Fondato nel 1948, svolge ricerca sulle malattie legate all'area cranio-facciale (compresi i problemi del cavo orale e dei denti).
- National Institute of Diabetes and Digestive and Kidney Diseases (NIDDK). Fondato nel 1948, ha avviato programmi molto estesi per lo studio ed il trattamento del diabete, di malattie endocrine, digestive, metaboliche, nutrizionali ed urologiche.
- National Institute on Drug Abuse (NIDA). Fondato nel 1973, si occupa di prevenzione e trattamento dei casi di abuso di sostanze stupefacenti e dei problemi sociali ad esso correlati.
- National Institute of Environmental Health Sciences (NIEHS). Fondato nel 1969, svolge ricerche estese sugli effetti a breve e a lungo termine dell'esposizione ambientale ad agenti esterni sull'organismo.
- National Institute of General Medical Sciences (NIGMS). Fondato nel 1962, utilizza fondi non destinati specificamente a precise malattie. Svolge dunque ricerca biomedica di base e si occupa spesso di ambiti di ricerca di nicchia, non contemplati da altri istituti.
- National Institute of Mental Health (NIMH). Fondato nel 1949, studia le malattie della mente attraverso ricerca di base sul cervello e sul comportamento.
- National Institute of Neurological Disorders and Stroke (NINDS). Fondato nel 1950, conduce ricerca di base e clinica sul sistema nervoso, cercando di migliorare la comprensione e la cura delle malattie neurologiche.
- National Institute of Nursing Research (NINR). Fondato nel 1986, si occupa del miglioramento della qualità della vita dal punto di vista della salute.
- National Library of Medicine (NLM). Fondato nel 1956, raccoglie, organizza e rende disponibili informazioni di carattere biomedico all'intera popolazione. Un importante settore dell'NLM è il National Center for Biotechnology Information (NCBI), uno dei più importanti settori dell'NLM, che coordina banche dati come Entrez (la cui componente più nota è di certo il database di articoli scientifici PubMed).

### Centri
- Center for Information Technology (CIT; precedentemente DCRT, OIRM e TCB). Fondato nel 1964, il centro si occupa dell'aspetto informatico delle procedure interne agli NIH.
- Center for Scientific Review (CSR). Fondato nel 1946, si occupa della valutazione iniziale dei progetti di ricerca ed elabora modalità innovative per svolgere analisi di questo tipo.
- John E. Fogarty International Center (FIC). Fondato nel 1968, si occupa di progetti internazionali di ricerca mirati alla riduzione delle disparità presenti nel mondo in campo sanitario.
- National Center for Complementary and Alternative Medicine (NCCAM). Fondato nel 1992, si occupa delle cosiddette medicine alternative, promuovendo, quando possibile, una loro scientifizzazione.
- National Center on Minority Health and Health Disparities (NCMHD). Fondato nel 1993, si occupa di coordinare gli sforzi degli NIH per ridurre ed eliminare le differenze legate alle minoranze etniche e linguistiche.
- National Center for Research Resources (NCRR). Fondato nel 1962, il centro si occupa di creare un network per facilitare la comunicazione tra diversi campi di ricerca e tra il mondo della ricerca e la popolazione.
- Warren Grant Magnuson Clinical Center (CC). Fondato nel 1953, è il centro che gli NIH utilizzano per avviare e portare avanti i test clinici, una volta concluse le ricerche di base e quelle precliniche.

## Media
- Medical Investigation (2004 - 2005)